# Walter Rudolf Hess
Pour les articles homonymes, voir Hess.
Ne doit pas être confondu avec Rudolf Hess.
Walter Rudolf Hess (17 mars 1881 à Frauenfeld, Suisse - 12 août 1973 à Muralto, Suisse) est un physiologiste, ophtalmologue et chirurgien suisse. Il est lauréat de la moitié du prix Nobel de physiologie ou médecine de 1949.

## Biographie
Diplômé de médecine à l'Université de Zurich en 1906, il exerça comme chirurgien et ophtalmologue, puis se tourna vers la recherche à partir de 1912. De 1917 à 1951, il fut professeur à l'Institut physiologique de l'Université de Zurich.
En 1949, il est lauréat de la moitié du prix Nobel de physiologie ou médecine (l'autre moitié a été remise à Egas Moniz) « pour sa découverte de l'organisation fonctionnelle du diencéphale comme coordonnateur des organes internes ».